# Genera plantarum (Linné)
Pour les articles homonymes, voir Genera plantarum.
Genera plantarum est une publication du naturaliste suédois Carl Linné (1707-1778). La première édition a été publiée à Leyde, en 1737. La cinquième édition a servi de volume complémentaire à l'ouvrage intitulé Species plantarum (1753). La première édition de Genera plantarum contient de brèves descriptions des 935 genres de végétaux connus de Linné à cette époque. Elle est dédiée à Herman Boerhaave, un médecin de Leyde qui présenta Linné à George Clifford. Dans cet ouvrage, l'auteur a utilisé son « système sexuel » de classification, dans lequel les plantes sont regroupées selon le nombre d'étamines et de pistils dans la fleur. L'ouvrage a été révisé plusieurs fois par Linné, la cinquième édition ayant été publiée en août 1754. Linné avait établi le système de nomenclature binomiale grâce à l'acceptation généralisée de sa liste de plantes dans l'édition de 1753 de Species plantarum, aujourd'hui considéré comme le point de départ de la nomenclature moderne en botanique. Genera plantarum fit partie intégrante de ce cheminement qui conduisit vers une nomenclature biologique normalisée universelle.